# Spoiler (média)
Pour les articles homonymes, voir Spoiler.
Le spoiler (de l'anglais spoil : gâcher, gâter, abîmer) correspond à la divulgation d'informations importantes sur l'intrigue d'une œuvre narrative (film, série télévisée, livre, jeu vidéo) susceptible de gâcher l'expérience de ceux qui ne l'ont pas encore vue ou lue. Les spoilers sont généralement évités par respect envers autrui, afin de préserver la surprise et le plaisir de la découverte.
En particulier, le substantif spoiler peut désigner tout document ou information révélant des éléments clés de l'intrigue. Le néologisme divulgâcher est parfois utilisé pour décrire l'acte de spoiler.
Les spoilers sont devenus un aspect inévitable de la culture populaire et de l'ère numérique. Que ce soit par accident ou intentionnellement, les spoilers peuvent considérablement influencer la manière dont les gens apprécient une œuvre narrative.

## Histoire
Dans son long-métrage Les Diaboliques (1955), le réalisateur français Henri-Georges Clouzot présente une série de retournements d'intrigue captivants tout au long des deux heures de film, en jouant habilement avec la tension des spectateurs. À la fin du film, un message est adressé aux spectateurs leur demandant de conserver le secret: « Ne soyez pas diaboliques ! Ne détruisez pas l’intérêt que pourraient prendre vos amis à ce film. Ne leur racontez pas ce que vous avez vu. Merci pour eux. »

Un avertissement graphique

Cinq ans plus tard, le cinéaste britannique Alfred Hitchcock reprend la méthode pour son film Psychose, : « Please don't give away the ending, it's the only one we have. » (Ne racontez pas la fin, c'est la seule que nous ayons)
L'avènement des médias de rattrapage (replay, VOD) a étendu les champs d'applications. Les spoilers ne se limitent plus uniquement aux œuvres de fiction, mais peuvent également s'appliquer aux faits réels : révélation d'informations importantes ou de développements clés dans des domaines tels que le sport, la politique, les actualités mondiales ou les émissions de téléréalité..
Depuis les années 2000, les réseaux sociaux et l'ère numérique ont rendu la propagation des spoilers plus rapide et plus facile. Il suffit parfois d'un simple tweet, d'un titre d'article ou d'une discussion en ligne pour révéler un élément important de l'intrigue à une grande audience. Certains médias sociaux ont créé des fonctionnalités spéciales pour masquer les spoilers, permettant aux utilisateurs de cacher les informations sensibles et de les rendre visibles uniquement à ceux qui choisissent de les lire ; tandis que d'autres sites et forums sont conçus spécifiquement pour discuter des spoilers.

## Impacts
Les spoilers peuvent avoir un impact négatif sur l'expérience d'une œuvre narrative. Pour beaucoup d'œuvres et une grande partie du public, l'un des intérêts majeurs repose sur la surprise et l'imprévisibilité de l'intrigue. En effet, découvrir une histoire sans être influencé par des spoilers est une expérience précieuse, car cela permet de vivre les émotions, les surprises et les retournements de situation de manière authentique. Les spoilers peuvent réduire l'effet de surprise et l'excitation ressentie lors de la découverte d'une histoire.
La pratique intentionnelle ou non des spoilers soulève des questionnements d'ordre éthique et juridique sur le respect, la considération et l'expérience narrative. Afin d'éviter les spoilers, certaines personnes choisissent de se tenir à l'écart des médias, des réseaux sociaux, voire des discussions en personne, jusqu'à ce qu'elles aient eu l'occasion de découvrir l'œuvre en question.

## Pertinence et utilité
Malgré les critiques, la divulgation des éléments sensibles peuvent présenter certains avantages, :
- Pour certaines personnes, le suspense peut être source d'anxiété et de stress. Connaître les éléments sensibles à l'avance leur permet de se sentir plus à l'aise et de profiter pleinement de l'histoire sans être constamment en proie à des émotions négatives. Cela peut être particulièrement bénéfique pour les personnes sensibles ou souffrant de troubles anxieux
- Dans certains cas, les spoilers peuvent aider à gérer les attentes. Lorsqu'une histoire est entourée d'un battage médiatique intense ou de spéculations, les spoilers peuvent tempérer des attentes démesurées, éviter les déceptions et permettre au spectateur d'apprécier l'œuvre pour ce qu'elle est véritablement
- Connaître le dénouement à l'avance permet aux spectateurs ou aux lecteurs de porter une attention particulière aux détails, aux indices et aux subtilités disséminés dans l'histoire. Ils peuvent mieux observer le développement de l'intrigue, les motivations et les choix des personnages, ce qui peut enrichir leur expérience globale et les aider à mieux comprendre les thèmes et les messages de l'œuvre[14]

L'écrivain Pacôme Thiellement dénonce la peur des spoilers, devenue aujourd'hui un phénomène de société. La connaissance en amont des péripéties n'empêche pas l'expérience esthétique, ni l'appréciation des thèmes et symboliques développés ; savoir à l'avance l'intrigue permet aussi d'enrichir la compréhension de l'œuvre, approfondir les thématiques et susciter de nouvelles perspectives.